# OR10K1
OR10K1 (англ. Olfactory receptor family 10 subfamily K member 1) – білок, який кодується однойменним геном, розташованим у людей на короткому плечі 1-ї хромосоми.  Довжина поліпептидного ланцюга білка становить 313 амінокислот, а молекулярна маса — 35 079.
| 10         |  | 20         |  | 30         |  | 40         |  | 50         |
| ---------- |  | ---------- |  | ---------- |  | ---------- |  | ---------- |
| MEQVNKTVVR |  | EFVVLGFSSL |  | ARLQQLLFVI |  | FLLLYLFTLG |  | TNAIIISTIV |
| LDRALHTPMY |  | FFLAILSCSE |  | ICYTFVIVPK |  | MLVDLLSQKK |  | TISFLGCAIQ |
| MFSFLFFGSS |  | HSFLLAAMGY |  | DRYMAICNPL |  | RYSVLMGHGV |  | CMGLMAAACA |
| CGFTVSLVTT |  | SLVFHLPFHS |  | SNQLHHFFCD |  | ISPVLKLASQ |  | HSGFSQLVIF |
| MLGVFALVIP |  | LLLILVSYIR |  | IISAILKIPS |  | SVGRYKTFST |  | CASHLIVVTV |
| HYSCASFIYL |  | RPKTNYTSSQ |  | DTLISVSYTI |  | LTPLFNPMIY |  | SLRNKEFKSA |
| LRRTIGQTFY |  | PLS        |  |            |  |            |  |            |

A: Аланін

C: Цистеїн

D: Аспарагінова кислота

E: Глутамінова кислота

F: Фенілаланін

G: Гліцин

H: Гістидин

I: Ізолейцин

K: Лізин

L: Лейцин

M: Метіонін

N: Аспарагін

P: Пролін

Q: Глутамін

R: Аргінін

S: Серин

T: Треонін

V: Валін

Кодований геном білок за функціями належить до рецепторів, g-білокспряжених рецепторів, білків внутрішньоклітинного сигналінгу. 
Локалізований у клітинній мембрані, мембрані.